# فريدريك ستانلي غوردون
فريدريك ستانلي غوردون (بالإنجليزية: Frederick Stanley Gordon)‏ هو طيار بطل نيوزيلندي، ولد في 29 أكتوبر 1897 في نيوزيلندا، وتوفي في 27 يوليو 1985.